# ألبرتينا كاسوما
ألبرتينا كاسوما (بالبرتغالية: Albertina Kassoma) مواليد 12 يونيو 1996، هي لاعبة كرة يد أنغولية تلعب كمحور. مثلت منتخب أنغولا لكرة اليد للسيدات. شاركت في دورة الألعاب الأولمبية الصيفية سنة 2016.

## سجل المنافسة
شاركت في البطولات التالية:
- الألعاب الأولمبية الصيفية 2016
- بطولة العالم لكرة اليد للسيدات 2013

## روابط خارجية
- ألبرتينا كاسوما على موقع اللجنة الأولمبية الدولية (الإنجليزية)
- ألبرتينا كاسوما على موقع أوليمبيديا (الإنجليزية)